# Maurício Baia
Maurício Baia (Salvador, 30 de abril de 1973) é um compositor e cantor brasileiro, mais conhecido por integrar o premiado conjunto 4 Cabeça.

## Biografia
Radicado no Rio de Janeiro desde a primeira metade da década de 1980, Baia integra o grupo 4 Cabeça junto aos amigos Luis Carlinhos, Gabriel Moura e Rogê, vencedor como melhor grupo de MPB na edição de 2010 do Prêmio da Música Brasileira.
Nos anos 1990 Baia integrou o conjunto Baia&RockBoys, que se apresentava na capital baiana. Em 2004 fez parte do projeto O Baú do Raul, que se apresentou no Circo Voador no Rio de Janeiro, junto a artistas como Marcelo Nova, Zélia Duncan, Pitty, Raimundos, Caetano Veloso e outros.
Em 2006 lançou seu primeiro CD solo, chamado Habeas Corpus, com o qual se apresentou na cidade natal e em várias capitais brasileiras.